# Михайлівське (Запорізький район)
Миха́йлівське — село в Україні, у Запорізькому районі Запорізької області. Входить до складу Новомиколаївської селищної громади. Населення становить 428 осіб. До 2020 орган місцевого самоврядування - Новомиколаївська селищна рада.

## Географія
Село Михайлівське знаходиться на лівому березі річки Верхня Терса, вище за течією на відстані 5 км розташоване село Островське, нижче за течією на відстані 4 км розташоване село Софіївка, на протилежному березі — селище Новомиколаївка.

## Історія
12 червня 2020 року, відповідно до Розпорядження Кабінету Міністрів України від № 713-р «Про визначення адміністративних центрів та затвердження територій територіальних громад Запорізької області», увійшло до складу Новомиколаївської селищної громади.
19 липня 2020 року, в результаті адміністративно-територіальної реформи та ліквідації Новомиколаївського району, село увійшло до складу Запорізького району.

## Населення

### Мова
Розподіл населення за рідною мовою за даними перепису 2001 року:
| Мова            | Кількість | Відсоток |
| --------------- | --------- | -------- |
| українська      | 392       | 91.59%   |
| російська       | 31        | 7.24%    |
| інші/не вказали | 5         | 1.17%    |
| Усього          | 428       | 100%     |